# Зелёная линия (метрополитен Лос-Анджелеса)
Зелёная линия (англ. Green Line) — одна из четырёх линий лёгкого метрополитена Лос-Анджелеса. Линия проходит от Редондо-Бич до Норуолка. Её длина — 32,2 км. Полностью отделена от проезжей части.

## Галерея

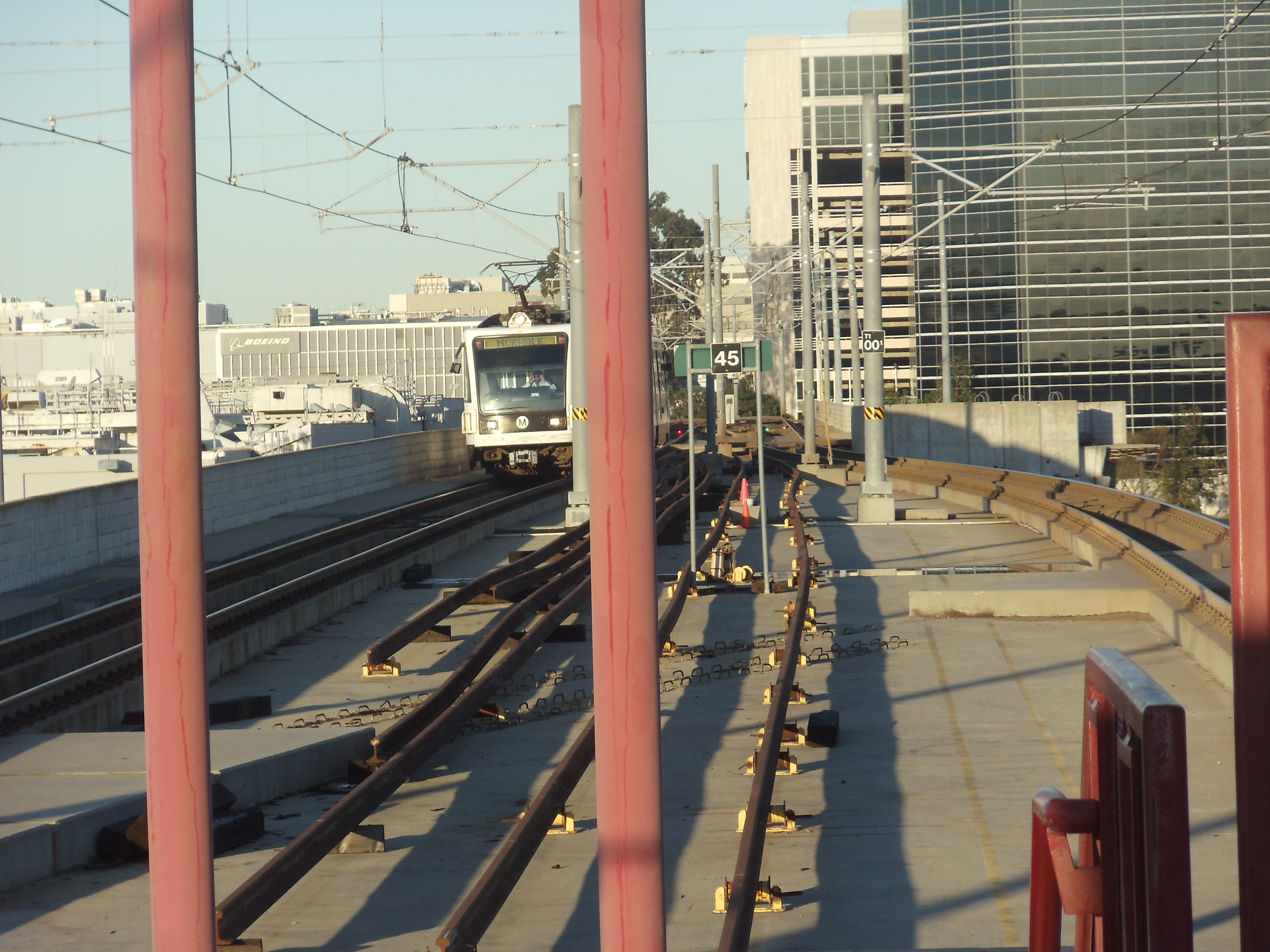
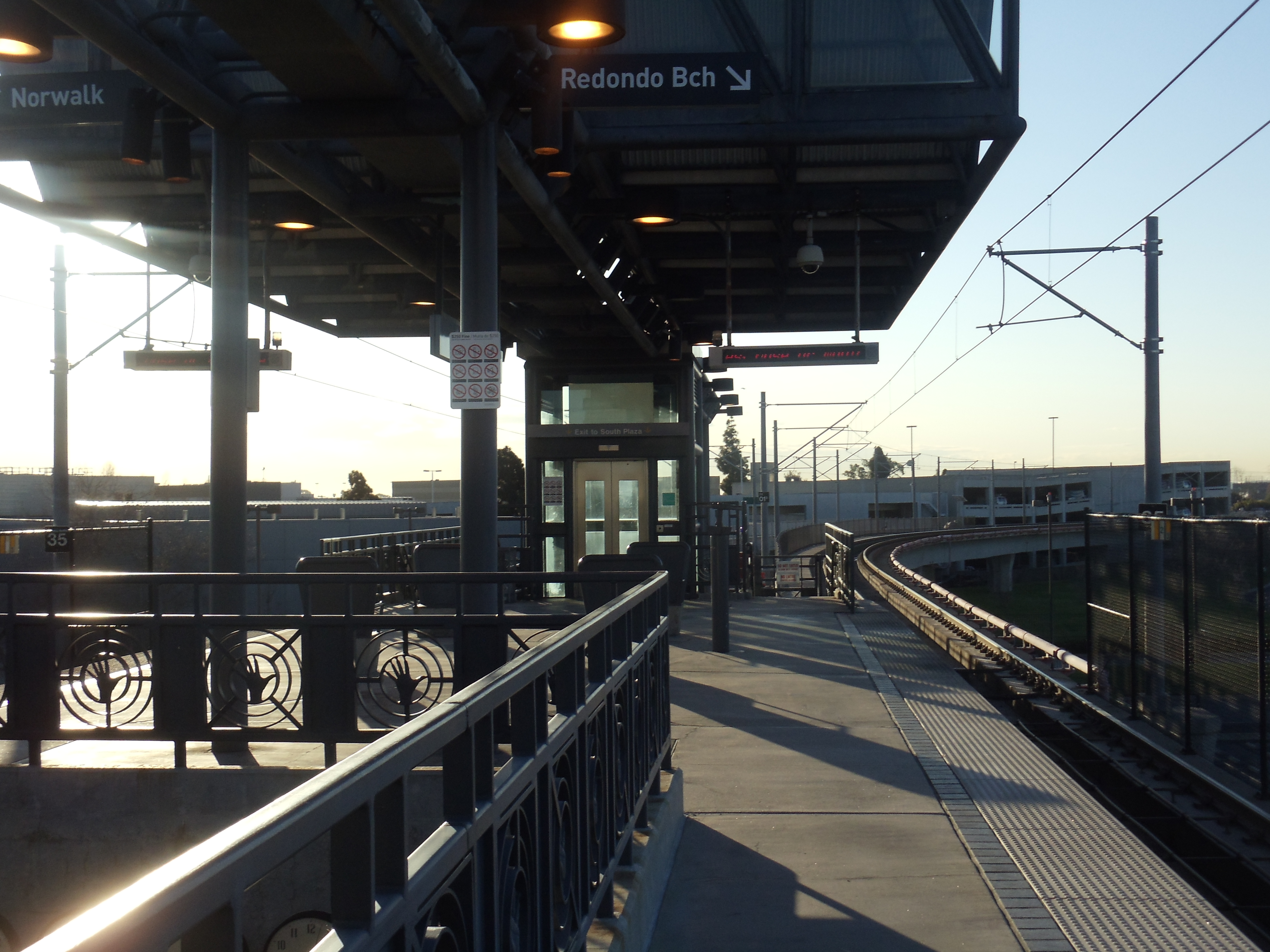
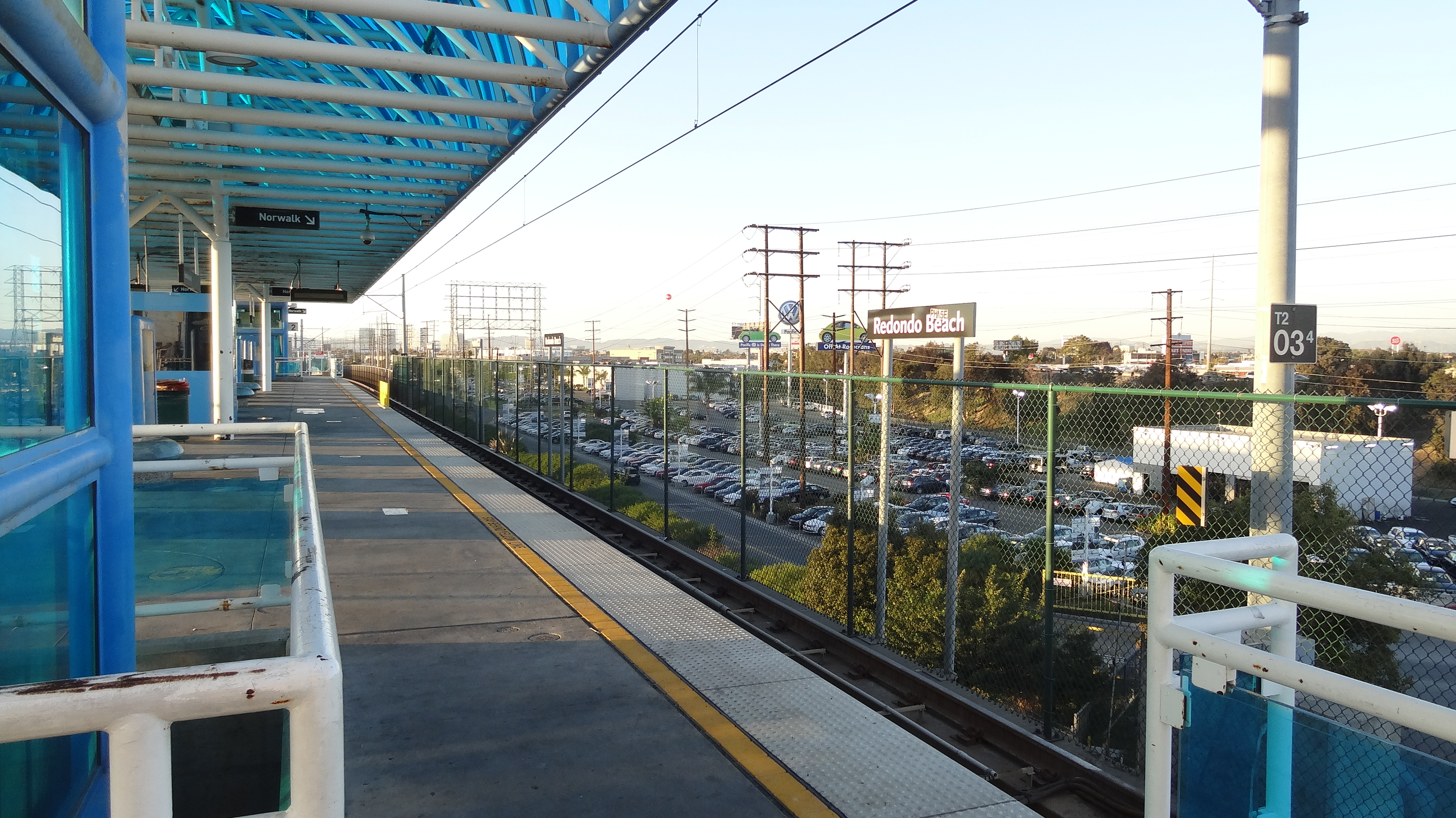
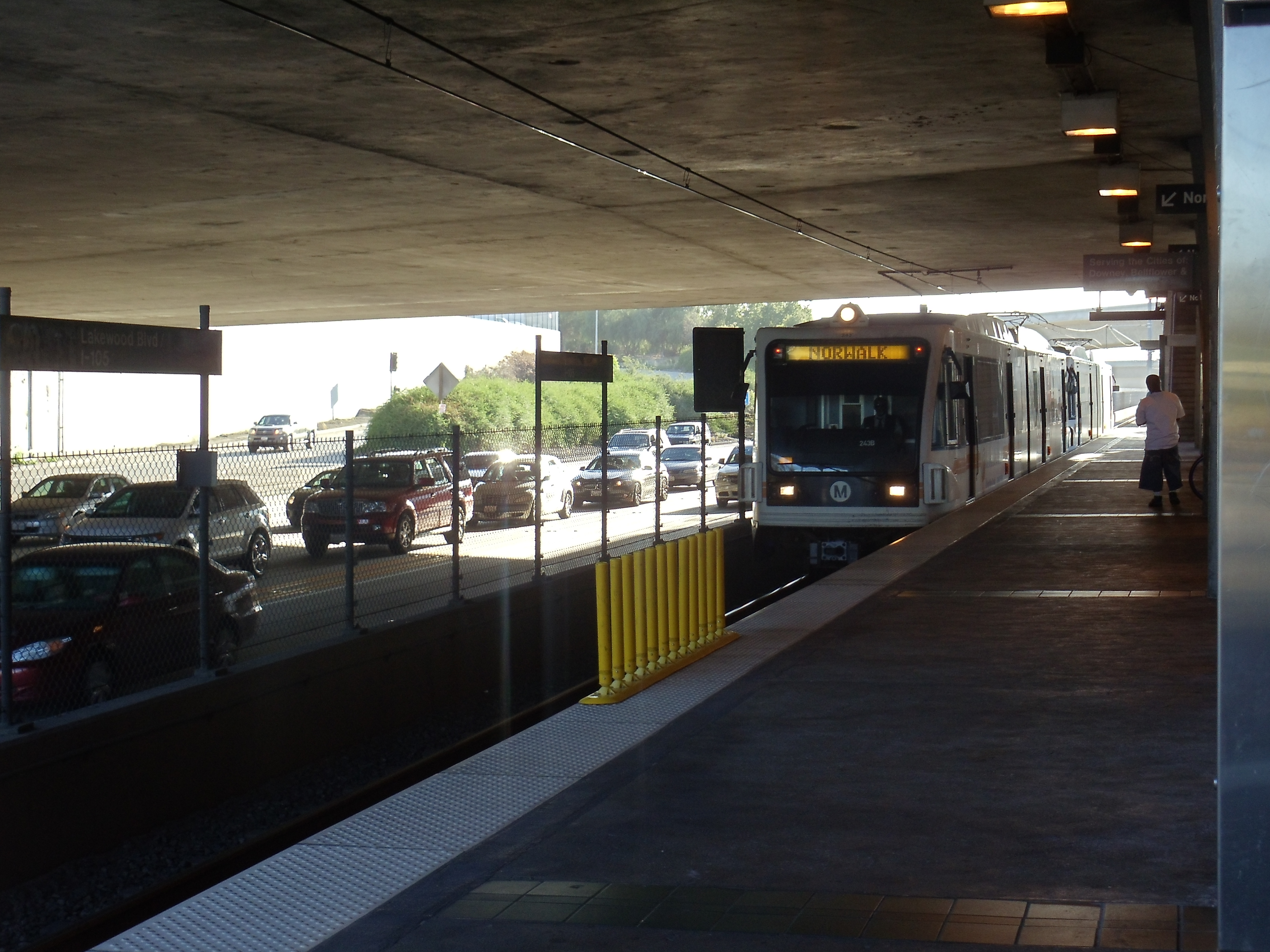

## История
Открыта в 1995 году.

## Карта и станции
| Русское название      | Английское название    | Пересадки   | Дата открытия       |
| --------------------- | ---------------------- | ----------- | ------------------- |
| Редондо-Бич           | Redondo Beach          |             | 12 августа 1995 год |
| Дуглас                | Douglas                |             | 12 августа 1995 год |
| Эль Сегундо           | El Segundo             |             | 12 августа 1995 год |
| Мэрипоса              | Mariposa               |             | 12 августа 1995 год |
|                       | Aviation/LAX           |             | 12 августа 1995 год |
| Хоуторн               | Hawthorne              |             | 12 августа 1995 год |
|                       | Crenshaw               |             | 12 августа 1995 год |
| Вермонт               | Vermont                |             | 12 августа 1995 год |
| Харбор Фривей         | Harbor Freeway         |             | 12 августа 1995 год |
| Авалон                | Avalon                 |             | 12 августа 1995 год |
| Виллоубрук/Роза Паркс | Willowbrook/Rosa Parks | Синяя линия | 12 августа 1995 год |
| Лонг Бич Бульвард     | Long Beach Boulevard   |             | 12 августа 1995 год |
| Лейквуд Бульвард      | Lakewood Boulevard     |             | 12 августа 1995 год |
| Норуолк               | Norwalk                |             | 12 августа 1995 год |